# (33869) Brunnermatt
2000 JK32 (asteroide 33869) é um asteroide da cintura principal. Possui uma excentricidade de 0.17730920 e uma inclinação de 6.37032º.
Este asteroide foi descoberto no dia 7 de maio de 2000 por LINEAR em Socorro.